# Maria van Jesse
Maria van Jesse is een genadebeeld dat het middelpunt vormt van de verering van Maria in de stad Delft.

## Naam
De naam Maria van Jesse verwijst naar haar afstamming, namelijk Isaï, of in het Nederlands Jesse, de vader van koning David. Volgens de profetie zou de Messias voortkomen van de Boom van Jesse, daarmee verwijzend naar Jezus als de loot aan de stam van Jesse. Aanvankelijk was de titel Boom van Jesse dus toegedicht aan Jezus en niet zijn moeder.
De verschuiving van deze titel naar Maria heeft waarschijnlijk twee redenen. Ten eerste is men Jezus gaan zien niet als de twijg, maar de bloem die groeit aan de Boom van Jesse. De twijg waar deze bloem groeit is dan vanzelfsprekend Maria. Ten tweede heeft de taal ook zijn invloed gehad. Het Latijnse woord voor twijg -virga- lijkt sterk op het Latijnse woord voor maagd -virgo-, die andere titel van Maria.
De verering van Maria onder deze naam is zeer oud. Een bloeiperiode ziet men in de middeleeuwen vanaf de elfde eeuw. De reden hierachter is niet helemaal duidelijk, maar mogelijk heeft het te maken met de kruistochten. Doordat men komt op de plekken waar Jezus geleefd heeft, is men mogelijk meer oog gaan hebben voor zijn aardse afstamming.

## Maria van Jesse in Delft
De verering van Maria onder deze titel gaat ver terug tot in de middeleeuwen. Het hart van de Delftse Mariadevotie was de huidige Oude Kerk. Mogelijk stond hier al vanaf het jaar 1000 een klein houten kerkje voor de boeren die de Hollandse moerassen ontgonnen. Omdat de grond hier steviger was, ontstond hier een nederzetting die de basis vormde voor de latere stad Delft. Veel hierover is onzeker, omdat men zich enkel kan beroepen op archeologische sporen en weinig geschreven bronnen.
Wanneer de Mariadevotie is begonnen is ook niet met zekerheid te zeggen. Wat wel zeker is, is dat in 1240 graaf Willem II van Holland opdracht gaf om het houten kerkgebouw te vervangen door een stenen. Toen was er al sprake van een bloeiende Mariaverering, en functioneerde de kerk als bedevaartsoord voor de regio.

### Het mirakel
Toen in 1327 de jonge moeder Machteld uit Den Haag bij het Mariabeeld op wonderbaarlijke wijze genas van haar blindheid, was dat aanleiding om jaarlijks een processie of ommegang te houden ter ere van Maria. Het wonder maakte Delft tot een van grootste Mariabedevaartsoorden van de noordelijke Nederlanden, waarvan de roem reikte tot in Rome.

### Na de reformatie
Met de reformatie werd eind zestiende eeuw de jaarlijkse ommegang en Mariaverering verboden. Pas aan het begin van de twintigste eeuw werd deze oude traditie weer opgepakt. In 1939 werd besloten om een "nieuw" Mariabeeld aan te schaffen. Er werd een beeld gevonden dat uit dezelfde tijd stamt als het middeleeuwse beeld, en er volgens de beschikbare omschrijvingen erg op lijkt. De toenmalige Jozefkerk aan de Burgwal kreeg een centrale functie in de hernieuwde devotie. Er werd een zijkapel gebouwd waar het beeld ter verering geplaatst werd. Nog steeds is deze kapel elke dag open.
Toen in 1971 de  Hippolytuskerk en Jozefkerk fuseerden, was de meest voor de hand liggende nieuwe naam die van  Maria van Jesse.

## Trivia
- De jaarlijkse Delftse kermis vindt zijn oorsprong in de festiviteiten rond de Delftse ommegang.